# بایونا میلنکوویچ
بایونا میلنکوویچ (انگلیسی: Bojana Milenković؛ زادهٔ ۶ مارس ۱۹۹۷) بازیکن والیبال اهل صربستان است.